# László Helyey
László Helyey (ur. 21 maja 1948 w Újpeszcie, obecnie dzielnicy Budapesztu, zm. 3 stycznia 2014 w Budapeszcie) – węgierski aktor filmowy i telewizyjny.

## Filmografia
seriale
- 1981: Petőfi jako Ferdinand
- 1985: Széchenyi napjai jako Eduárd Lichnowsky
- 1998: Az öt zsaru jako Halapi

film
- 1973: III. Richard jako Sir William Catesby
- 1979: Az erőd jako Gość
- 1984: Sabat czarownic jako Olbrzym
- 1993: Nigdy nie umrzemy jako Balogh II.
- 2004: Magyar vándor jako Król Maciej Korwin